# Jeon So-yeon
Jeon So-yeon (koreanska: 전소연), känd mononymt som Soyeon, född 26 augusti 1998 i Seoul, är en sydkoreansk rappare, sångerska, låtskrivare och skivproducent vid Cube Entertainment. Hon väckte först uppmärksamhet som tävlande i TV-showerna Produce 101 och Unpretty Rapstar innan hon debuterade som soloartist den 5 november 2017. Den 8 maj 2018 debuterade hon som ledare och rappare i tjejgruppen I-dle, för vilka hon har skrivit och producerat de flesta titellåtar. Jeon ingår också i SM Station X-gruppen Station Young och har gestaltat League of Legends-figuren Akali i de virtuella musikgrupperna K/DA och True Damage.

## Uppväxt
Jeon So-yeon föddes den 26 augusti 1998 i Gaepo-dong, Gangnam-gu i Seoul. Som barn fick hon hemundervisning och började senare på Kuryongs grundskola. I grundskolan studerade Jeon balett och vann flera tävlingar. Hon slutade för att satsa på en musikkarriär efter att ha sett gruppen Big Bang uppträda; Jeon har i hemlighet deltagit och misslyckats i omkring 20 till 30 sångauditions.
2014 provspelade hon för Cube Entertainment i Incheon och blev lärling hos dem.

## Diskografi

### EP
- Windy (2021)

### Singlar
- "Jelly" (2017)
- "Idle Song" (아이들 쏭) (2018)
- "Beam Beam" (삠삠) (2021)
- "i'm ok" (아무너케) (2023)